# Eric Enlund
Eric Paul Enlund, född 9 april 1918 i Enåkers socken, Heby kommun, död 17 mars 2011 i Tärnsjö, Heby kommun, var en svensk lantbrukare, lärare och politiker (folkpartist). Han var  jordbruksminister i regeringen Ullsten 1978–1979.
Eric Enlund, som kom från en bondefamilj, tog folkskollärarexamen 1941 och var därefter folkskollärare i Katrineholm 1942-1950 och i Västerås 1950–1952. Han var därefter lantbrukare i Runhällen i Heby 1952–1974.
Han var ledamot av Västerlövsta kommunalfullmäktige 1958–1970 och sedan (efter kommunsammanslagningen) i Heby kommunfullmäktige 1971–1976, bland annat som skolstyrelsens ordförande i kommunerna 1968–1973. Han var även ledamot i Västmanlands läns landsting 1959–1970 samt aktiv i Svenska missionsförbundet och ordförande i Nykterhetsrörelsens landsförbund 1979–1987.
Eric Enlund var riksdagsledamot för Västmanlands läns valkrets 1971–1982. I riksdagen var han bland annat ledamot i jordbruksutskottet 1976–1979 och ordförande i finansutskottet 1980–1982. Han var särskilt engagerad i jord- och skogsbruksfrågor samt alkohol- och narkotikapolitik.